# Râul Vonț
Râul Vonț este un curs de apă, afluent al râului Olt. 

## Hărți
- Harta județului Covasna